# Izzie Stevens
Isobel Catherine Stevens es un personaje ficticio de la serie de televisión Grey's Anatomy de ABC interpretado por Katherine Heigl. Izzie es buena y compasiva, se envuelve emocionalmente con sus pacientes, a tal grado de romper las reglas.

## Historia

### Antes de la primera temporada
De niña, Izzie Stevens era muy pobre, vivía en un campamento de caravanas alrededor de Chehalis, Washington. Desde pequeña quiso ser doctora así que ahorró lo que pudo, pero su madre se gastó el dinero en llamadas a teléfonos de adivinos. Fue madre de una niña a los 16 años, y debido a su corta edad dio en adopción a su hija. Izzie logró estudiar medicina en la Universidad de Washington, y pudo pagar sus estudios siendo modelo de ropa interior.

### Primera temporada
Entra al hospital Seattle Grace, aunque todos piensan que sería mejor como enfermera. Se convirtió rápidamente en amiga de George, y con el tiempo de Meredith y de Cristina; pero también enemiga de Alex Karev. Al principio de la temporada se instala, junto con George, en casa de Meredith.
Su físico y su personalidad soñadora hacen que le cueste trabajo ser tomada en serio. Esto empeora cuando sus compañeros descubren su pasado como modelo de ropa interior por culpa de Alex.

### Segunda temporada
Sorprendentemente comienza una relación con Karev, aunque luego rompe con él por sorprenderle con Olivia, una enfermera. Luego de este suceso, Izzie conoce a Denny, un paciente enfermo del corazón con quien entabla una amistad al comienzo. Con el tiempo la condición cardíaca de Denny empeora por lo cual le instalan un by Pass que finalmente falla. Mientras tanto, Izzie pasa tiempo con el enamorándose cada vez más. Luego de que el by Pass fallara,                                 Denny es colocado en la lista de trasplante a la espera de un corazón, el cual llega luego de un tiempo. Sin embargo, el corazón muere antes de que el doctor Burke llegue a recogerlo. Burke descubre que hay otro corazón disponible en el quirófano de al lado y trata de obtenerlo a toda costa, lo cual parece desafortunadamente imposible ya que Denny fue anotado en la lista de trasplantes 17 segundos después  que el destinatario del segundo corazón. Izzie, al escuchar la noticia, entra en pánico y lo único que se le ocurre para hacer que Denny consiga el corazón es empeorar su condición a propósito, por lo que corta su cable LVA, que mantenía el corazón de Denny palpitando, esperanzada de que Burke llegara justo para salvarlo. Sin embargo, a Burke recibe un disparo segundos antes de entrar al hospital, por lo que Izzie debe contar con la ayuda de Cristina, Meredith y George para tratar de mantener vivo a Denny. Mientras el grupo trata de mantener con vida a Denny, la doctora Bailey descubre la situación y todos, 
Alex, son puestos en período de prueba con la condición de no estar cerca de quirófano alguno. Denny finalmente recibe el corazón. Luego, le propone matrimonio a Izzie, y ella acepta la propuesta.
En este período de prueba, los internos deben ayudar a la sobrina de Richard, el jefe de cirugía, a planear su fiesta escolar en el hospital debido a que el cáncer que padece no le permitió disfrutar el suyo. 
Antes de asistir al baile, Izzie corre a la habitación de Denny para mostrarle su vestido; al llegar, Denny había fallecido. Todos los internos asisten a la habitación de Denny para consolar a Izzie, que estaba aferrada a su cadáver, revelando que un coágulo lo había matado. Alex termina llevándola fuera de la habitación en sus brazos mientras ella llora desconsoladamente.

### Tercera temporada
Izzie no consigue recuperarse de la muerte de Denny, especialmente cuando se entera por su "casi-suegro" de que Denny era rico y ahora ella ha heredado ocho millones de dólares. Cuando se decide a hablar con el jefe es admitida otra vez en el programa de interinidad, pero en período de prueba. Poco a poco va mejorando gracias al trabajo y al apoyo de sus compañeros. Finalmente pasa el período de prueba y además encuentra una utilidad que darle al dinero que heredó: una clínica gratuita ideada por Bailey. 
Se da cuenta de que está enamorada de George cuando este se casa con Callie, por lo que está en contra de la unión. Una noche ambos se emborrachan y se acuestan. Después de esto Izzie reconoce que lo quiere y él se aleja de ella.

### Cuarta temporada
Después de las vacaciones Izzie ya es residente de primer año con un grupo de internos a su cargo, los cuales han oído lo que pasó con Denny y se quejan de haberse topado con la residente más "inútil". Consigue hablar con George (del que no sabía nada desde que le dijo que le quería), pero este sigue alejado. Más tarde él le confiesa que también la quiere. 
Tras continuar insistiendo, logra que George le declare su amor, y parecen encaminarse hacia una nueva relación. Sin embargo, por incompatibilidad en lo relacionado al sexo, deciden dejar que las cosas fluyan. Al final de la cuarta temporada al parecer Izzie y Alex empiezan una relación.

### Quinta temporada
Izzie tiene constantes alucinaciones muy reales acerca de Denny Duquette, su ex prometido fallecido. Ella puede verlo, sentirlo, olerlo y tocarlo. Pronto descubre que puede ver a Denny porque "él está ahí por ella" es decir, logra descifrar que la alucinación es un aviso de su próxima muerte, un síntoma. Izzie le dice que no quiere morir y que se vaya de su lado, aunque lo ama porque él fue su primer amor verdadero, ama más a Alex Karev. 
Decide hacerse un estudio de sangre en secreto y el resultado es que solo tiene anemia. Tiempo después descubre que su estudio se había intercambiado con el de una paciente, y que sus resultados en realidad son anormales. Después de descifrar todos sus síntomas junto a sus internos, logran diagnosticar que tiene un cáncer que ya hizo metástasis desde su cerebro hasta su piel y su hígado. Decide contárselo únicamente a Cristina, ya que según ella es la más fuerte del grupo.
Cristina trata de ayudarla, pero para no ser tratada como una víctima, Izzie se niega a contarle a sus amigos y a recibir tratamiento, entonces Cristina preocupada por su amiga, decide contarle la verdad a Alex y a la doctora Bailey. Todos se deciden a ayudarla, incluido el doctor Shepherd quien vuelve a la cirugía por ella. 
En el episodio 22 de la quinta temporada Meredith y Derek ceden su matrimonio a Izzie y Alex como un obsequio especial, ya que a pesar del estado crítico de su enfermedad ha sido ella quien hizo todos los preparativos y han notado la ilusión de ella por la boda e intentan hacerla feliz. Izzie continúa con la visión de Denny, le relata todo el casamiento y luego le pide que la deje disfrutar a solas con Alex ya que lo ama mucho. Más tarde en estado grave pide que si le sucede algo no la resuciten, firma la documentación a pesar de la negativa de Karev, muere por un momento, pero Karev no se rinde e ignora la solicitud de ella, y junto al jefe deciden continuar intentando resucitarla. El episodio final nos deja en suspenso al someterla a un proceso de resucitación.en la cual entra a una especie de limbo en el cual ve a su mejor amigo y amante george, que también estaba muriendo.

### Sexta temporada
Izzie logra ser resucitada, pero descubre que su amigo George ha muerto y tiene que tomar una decisión con Callie (exesposa de George) en la cual tienen que decidir que hacer con sus órganos. Luego de tomar la decisión y asistir al funeral, Izzie se muestra más triste, ya que George la ayudó en todo y él siempre estuvo apoyándola en cada situación difícil de su vida. Derek le presta el remolque para vivir con Karev. Sin estar recuperada totalmente, vuelve al hospital, ya que necesita trabajar  y distraerse de su enfermedad. 
Después de la fusión con el Hospital Mercy West, Izzie comete un error que provoca que un paciente no pueda recibir el trasplante de riñón que ha esperado durante 3 años. Este episodio, sumado al recorte de personal a causa de la fusión, provoca su despido, y el Jefe le dice que muchos médicos creen que es lo mejor para ella, incluido Karev. Izzie lo interpreta como una traición de su parte y decide dejarlo, dejando una nota en el casillero. Las deudas y gastos médicos de su tratamiento, recaen en Karev por ser el familiar más cercano, su esposo. 
Nadie logra saber de ella hasta que vuelve un tiempo después con su profesor de Biología del instituto, quien necesita que le hagan una cirugía. Ahí revela que ha estado viviendo con su mamá, pero muestra su enojo hacia Karev y solo lo evita. Después de la cirugía Karev la busca para hablar, y ella le revela el motivo por el que lo dejó. Él termina reclamándole a ella por no haberle dado siquiera el beneficio de la duda, y le dice que es él quien no la va a perdonar a ella. 
Después de esto pasa un tiempo, Karev se relaciona con una residente del Mercy West, y Meredith al descubrirlo decide llamar a Izzie  y decirle que Karev la esta olvidando, por lo que ella decide volver y tratar de reparar su relación, a lo cual él le dice que está feliz de que no vuelva su cáncer, pero que conocerla lo hizo mejor persona, y siente que ahora merece a alguien mejor para él, alguien que no lo deje. Le pide que se aleje lo más que pueda.
En el episodio 21 se muestra a Karev firmando los papeles de divorcio enviados por Izzie.

### Decimosexta temporada
Con y esperanza de ayudar a Meredith con su demanda, Alex contacta a gran parte de antiguos compañeros y amigos, entre ellos Izzie. Tras tener contacto con ella, se revela que ella tiene gemelos con Alex por los óvulos fecundado cuando empezó su tratamiento para el cáncer, cuando Alex se entera vuelve con ella y confiesa que nunca la pudo olvidar y que es el amor de su vida, para así vivir con Izzie y sus hijos en una granja, esto se relata dejándole cartas a Meredith, Jo, Bailey y Richard Webber. 
Finalmente Alex e Izzie vivirán felizmente con sus hijos. 
- Datos: Q2263741